# Julius Sundblom

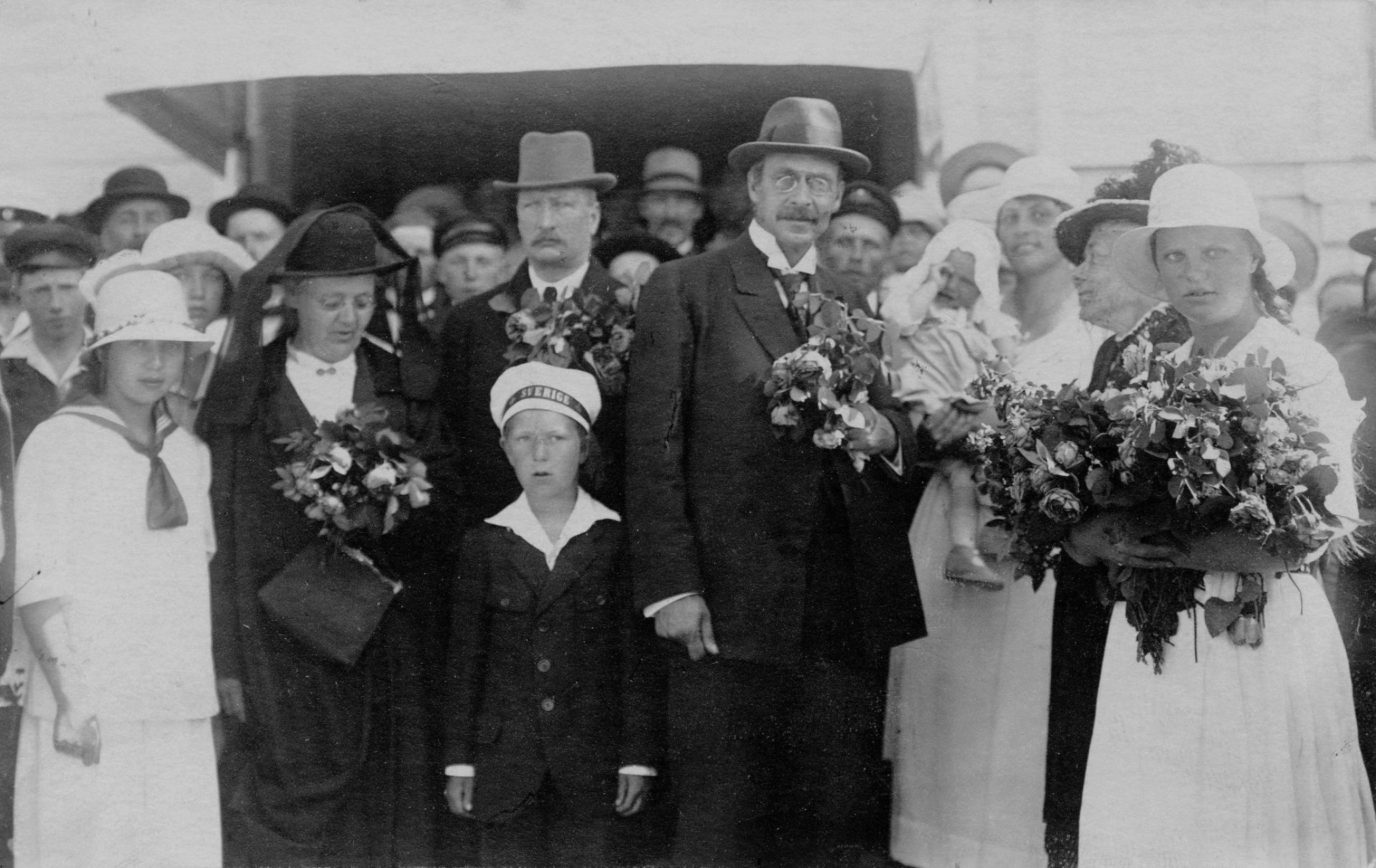
Julius Sundblom och Carl Björkman efter frigivningen från fängelset i Åbo 1920.

August Julius Sundblom, född 22 juni 1865 i Jomala, död 23 augusti 1945 i Mariehamn, var en åländsk chefredaktör och politiker.

## Bakgrund och familj
Julius Sundblom föddes år 1865 på klockarbostället i Jettböle nära Jomala Kasberg. Fadern, Johan August Sundblom från Föglö, var kantor och lärare vid Ålands första ambulatoriska skola. Modern Juliana Lovisa kom från Sottunga.
Efter grundskolan i Mariehamn studerade Sundblom vid seminariet i Nykarleby i Österbotten. Han tog examen 1887 och blev föreståndare för den privata folkskolan i Norrgård, Jomala. År 1888 gifte han sig med Hilda Fredenberg. Paret fick sex barn.

## Journalisten och folkbildaren
Sundblom började som skribent för Åbo Underrättelser och rapporterade därifrån om Åland. Den 1 april 1891 utkom första numret av Tidningen Åland med honom som redaktör. Han var chefredaktör 1891–1896 samt 1921–1945. Under dessa år drev han flera folkbildande kampanjer, bland annat för fast vinterförbindelse mellan Stockholm, Åland och Åbo. Efter en period vid tidningen Västra Finland återvände han till Åland 1901. År 1903 tvingades han lämna landet på grund av rysk censur och bosatte sig i Stockholm, där han arbetade som korrespondent för Hufvudstadsbladet.

## Politikern
Sundblom deltog 1896 i ett svenskt partimöte i Helsingfors. Inför Storstrejken 1905 var han ordförande i strejkkommittén, med Carl Björkman som vice ordförande. Enligt Björkman föreslog Sundblom radikala åtgärder, till exempel att spränga Lågskärs fyr, men det förhindrades. Efter representationsreformen 1906 blev han en av Svenska folkpartiets främsta företrädare och valdes samma år in i Finlands lantdag. Åland fick sitt första egna mandat först 1948.

## Ålandsfrågan
Mot slutet av första världskriget väcktes Ålandsfrågan. Öarna hade varit demilitariserade och neutraliserade sedan Krimkriget för att begränsa rysk närvaro i Östersjön. Trots detta stationerades ryska trupper på Åland. Efter Februarirevolutionen 1917 firades den nya tidens ankomst även på Åland.

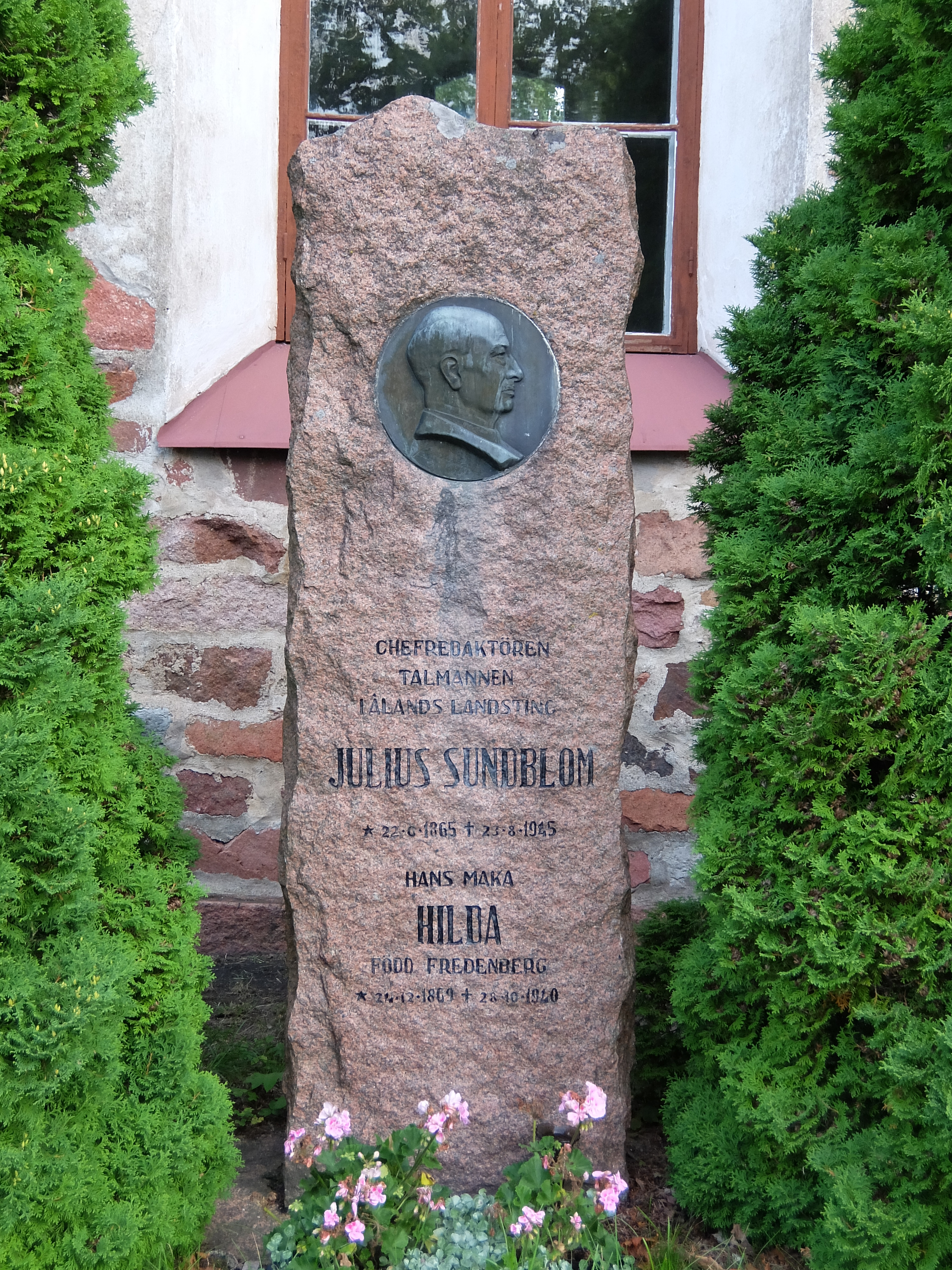
Sundbloms grav vid Jomala kyrka.

Den 20 augusti 1917 samlades representanter från Ålands kommuner i Strömsvik, Finström. Mötet ordnades på initiativ av Carl Björkman och Johannes Eriksson. Julius Sundblom representerade Mariehamn. En deputation utsågs för att överlämna ett budskap till Sveriges regering, men resan ställdes in när Sundblom drog sig ur. Enligt Eriksson fick detta negativ betydelse för utgången.
Sundblom blev senare mer aktiv i Ålandsrörelsen. Han deltog dock inte vid överlämnandet av 7 097 namnunderskrifter – enligt uppgift 96 procent av den myndiga befolkningen – till Sverige. Han hänvisade till sitt uppdrag i lantdagen.
När finska inbördeskriget bröt ut 1918 gick Sundblom under jorden. Han återvände till Åland vid valborg samma år. Efter ett möte med sjöminister Erik Palmstierna i Stockholm började han arbeta för att Åland skulle få ett eget landsting. Därefter tog han, tillsammans med Björkman och Eriksson, en ledande roll i Ålandsrörelsen.

### Konflikt med Finland
År 1920 avvisade ålänningarna ett finländskt förslag om utökad självstyrelse. I stället utfärdade den finländska regeringen arresteringsorder mot Sundblom, Björkman och Eriksson, som anklagades för högförräderi. Sundblom och Björkman greps och hölls häktade i fem veckor. De dömdes, men benådades efter påtryckningar från utlandet.
Den 24 maj 1921 slog Nationernas Förbund fast att Finland skulle ha suveränitet över Åland, men öarna skulle förbli demilitariserade och få självstyre. Vid landstingsvalet på Åland 1922 fick Sundblom starkt stöd av väljarna.

## Tiden efter Ålandsfrågan
Sundblom blev talman i Ålands lagting år 1922 och kvarstod till sin död. Eriksson blev vice talman och Björkman lantråd. I slutet av 1930-talet uppstod en konflikt mellan Sundblom och Björkman om åländsk värnplikt. Sundblom motsatte sig detta, medan Björkman oroade sig för framtida ockupation. Efter ett misstroendevotum mot Björkman hösten 1938 stärktes Sundbloms ställning. Triumviratet upplöstes. Björkman avgick och Eriksson avled året därpå.
Vid sin 80-årsdag hyllades Sundblom med en adress undertecknad av nära 7 000 personer. En månad senare avled han i Stockholm efter en tids sjukdom.

## Utmärkelser
- Kommendörstecknet av Finlands Vita Ros’ orden[4]

[Redigera Wikidata]